# Кропоткин (Иркутская область)
Кропо́ткин — рабочий посёлок в Бодайбинском районе Иркутской области России. Административный центр Кропоткинского муниципального образования.
Специализация экономики — добыча золота.

## География
Расположен на Патомском нагорье, в 135 км к северо-востоку от райцентра, города Бодайбо, на реке Ныгри, левом притоке Вачи (приток Жуи, бассейн Чары).

## История
В конце XIX - начале XX века многие золотые прииски Бодайбинского округа, лежавшие по Витиму, Олёкме и их притокам, имели названия в честь православных церковных праздников и святых: Воздвиженский, Преображенский, Предтеченский, Успенский и др., в числе которых был прииск Тихоно-Задонский, названный в честь святого Тихона Задонского (1724—1783). 
В 1930 году посёлок переименован в честь исследователя Восточной Сибири П. А. Кропоткина.
Статус посёлка городского типа с 1938 года.

## Население
| 1939  | 1959  | 1970  | 1979  | 1989  | 2002  | 2009  |
| ----- | ----- | ----- | ----- | ----- | ----- | ----- |
| 2013  | ↘1462 | ↗2465 | ↘2371 | ↗2770 | ↘1812 | ↘1734 |
| 2010  | 2011  | 2012  | 2013  | 2014  | 2015  | 2016  |
| ↘1335 | ↘1327 | ↘1307 | ↘1240 | ↗1358 | ↗1454 | ↘1170 |
| 2017  | 2021  |       |       |       |       |       |
| ↘1102 | ↘1036 |       |       |       |       |       |